# 丰特纳耶 (约讷省)
丰特纳耶（法語：Fontenailles，法語發音：[fɔ̃tnaj] ⓘ）是法国勃艮第-弗朗什-孔泰大区约讷省的一个旧市镇，属于欧塞尔区。2017年1月1日，丰特纳耶与市镇临近的2个市镇合并为新市镇莱欧德福泰尔。

## 地理
丰特纳耶（47°37'55"N, 3°27'58"E）面积2.76 平方千米，位于法国勃艮第-弗朗什-孔泰大區约讷省，该省份为法国中北部内陆省份，西接卢瓦雷省，西北接塞纳-马恩省，南至涅夫勒省，东临科多尔省，东北与奥布省接壤。
与丰特纳耶接壤的市镇（或旧市镇、城区）包括：梅里塞克、库尔松莱卡里耶尔、莫莱姆、瓦讷。
丰特纳耶的时区为UTC+01:00、UTC+02:00（夏令时）。

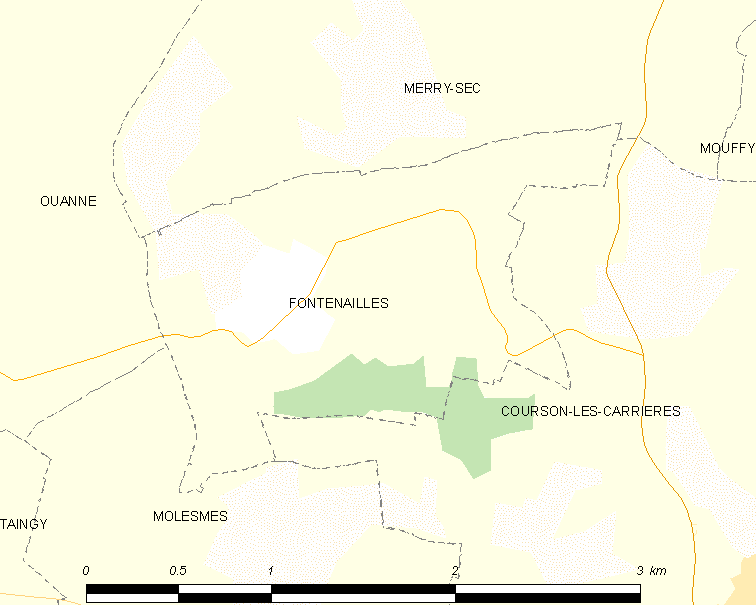
丰特纳耶的OSM定位图

## 行政
丰特纳耶的邮政编码为89560，INSEE市镇编码为89174。

## 政治
丰特纳耶所属的省级选区为万塞勒县。

## 人口

1962-2008年间丰特纳耶人口变化图示

丰特纳耶于2018年1月1日时的人口数量为66人。